# Saint-Laurent-l’Abbaye
Saint-Laurent-l’Abbaye – miejscowość i gmina we Francji, w regionie Burgundia-Franche-Comté, w departamencie Nièvre.
Według danych na rok 1990 gminę zamieszkiwało 209 osób, a gęstość zaludnienia wynosiła 148 osób/km² (wśród 2044 gmin Burgundii Saint-Laurent-l’Abbaye plasuje się na 702. miejscu pod względem liczby ludności, natomiast pod względem powierzchni na miejscu 1362.).